# Сарычиганак
Сарычиганак (каз. Сарышығанақ) — упразднённое село в Кокпектинском районе Восточно-Казахстанской области Казахстана. Входило в состав Теректинского сельского округа. Код КАТО — 635067105. Ликвидировано в 2009 г.

## Население
В 1999 году население села составляло 11 человек (7 мужчин и 4 женщины). По данным переписи 2009 года, в селе проживали 2 мужчины.